# Banzau
Banzau ist ein Ortsteil des Fleckens Bergen an der Dumme im niedersächsischen Landkreis Lüchow-Dannenberg.
Das Dorf liegt einen Kilometer westlich von Bergen und südlich der B 71.

## Geschichte
Für das Jahr 1848 wird angegeben, dass Banzau 14 Wohngebäude hatte, in denen 89 Einwohner lebten. Zu der Zeit war der Ort nach Bergen eingepfarrt, wo sich auch die Schule befand.
Am 1. Dezember 1910 hatte Banzau 65 Einwohner und war eine eigenständige Gemeinde im Kreis Lüchow.